# سوزانا لانتری
سوزانا لانتری (انگلیسی: Susana Lanteri; ۸ مهٔ ۱۹۳۵ – ۵ سپتامبر ۲۰۲۱) بازیگر اهل آرژانتین بود.
از فیلم‌ها یا برنامه‌های تلویزیونی که وی در آن نقش داشته است می‌توان به خاطرات موتورسیلکت اشاره کرد.